# Vestmannas kommun
Vestmannas kommun (färöiska: Vestmanna kommuna) är en kommun på Färöarna, belägen på ön Streymoy. Kommunen omfattar endast centralorten Vestmanna och hade vid folkräkningen 2015 totalt 1 256 invånare.

## Befolkningsutveckling
| Befolkningsutvecklingen i Vestmannas kommun 1985–2015 | Befolkningsutvecklingen i Vestmannas kommun 1985–2015 | Befolkningsutvecklingen i Vestmannas kommun 1985–2015 | Befolkningsutvecklingen i Vestmannas kommun 1985–2015 | Befolkningsutvecklingen i Vestmannas kommun 1985–2015 |
| ----------------------------------------------------- | ----------------------------------------------------- | ----------------------------------------------------- | ----------------------------------------------------- | ----------------------------------------------------- |
|                                                       |                                                       |                                                       |                                                       |                                                       |
| År                                                    |                                                       |                                                       | Folkmängd                                             |                                                       |
| 1985                                                  | 1985                                                  |                                                       | 1 304                                                 |                                                       |
| 1990                                                  | 1990                                                  |                                                       | 1 247                                                 |                                                       |
| 1995                                                  | 1995                                                  |                                                       | 1 143                                                 |                                                       |
| 2000                                                  | 2000                                                  |                                                       | 1 224                                                 |                                                       |
| 2005                                                  | 2005                                                  |                                                       | 1 250                                                 |                                                       |
| 2010                                                  | 2010                                                  |                                                       | 1 211                                                 |                                                       |
| 2015                                                  | 2015                                                  |                                                       | 1 208                                                 |                                                       |
|                                                       |                                                       |                                                       |                                                       |                                                       |